# Hyperaspis duvergeri
Hyperaspis duvergeri é uma espécie de insetos coleópteros polífagos pertencente à família Coccinellidae.
A autoridade científica da espécie é Fursch, tendo sido descrita no ano de 1985.
Trata-se de uma espécie presente no território português.